# Beauceron

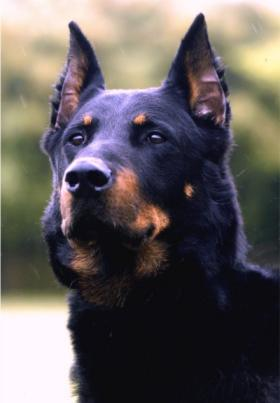
Beauceron

El Beauceron és una raça de gos pastor d'origen molt antic i d'aspecte rústic i fort. Raça adaptada pels pastors francesos per protegir i guiar el bestiar, es tracta d'un gos molt rústic. No és una raça per a qualsevol persona, ja que necessita alliberar la seva energia tant físicament com psicològicament, així com espai i molt exercici. Excel·lent gos de guàrdia, molt intel·ligent, amable i pacient amb els nens, és, al principi, una mica tossut. Necessita un amo actiu, coherent, seriós però pacient i afectuós, en el qual pugui confiar, i que li sàpiga imposar els límits. L'educació pot convertir-lo en un meravellós gos protector que pot exercir qualsevol tasca, tant de gos pastor com de guàrdia, gos pigall o de companyia. També és conegut per noms com Pastor de Beauce o Bas rouge a causa de les taques de color foc que té a les potes.

## Història
Una raça de pastor francesa coneguda durant segles a l'Europa occidental. Es considera que va ser una de les races utilitzades per crear el Doberman Pinscher. Encara que d'aspecte força diferent, el Beauceron i el Briard, provenen d'un origen ancestral semblant, compartint el tret de doble roca a les potes posteriors. Tots dos s'utilitzaven per pasturar bestiar oví i boví. Igual que el Beauceron, el Briard es troba a tot el nord de França i, malgrat les implicacions del seu nom, tampoc prové exclusivament de la regió de Brie. El 1809, l'abat François Rozier va escriure un article sobre aquests gossos de pastor francesos, en el qual descrivia les diferències de tipus i utilitzava els termes Berger de Brie i Berger de Beauce. El 1893, el veterinari Jean Pierre Mégnin va diferenciar el Berger de la Brie de pèl llarg i el Berger de Beauce de pèl curt. Va definir l'estàndard de la raça, amb l'assistència de M. Emmanuel Ball. L'any 1922 es va constituir el Club des Amis du Beauceron sota la direcció del doctor Megnin. El 2008, el Beauceron va fer el seu debut al Westminster Kennel Club Dog Show.

## Descripció general

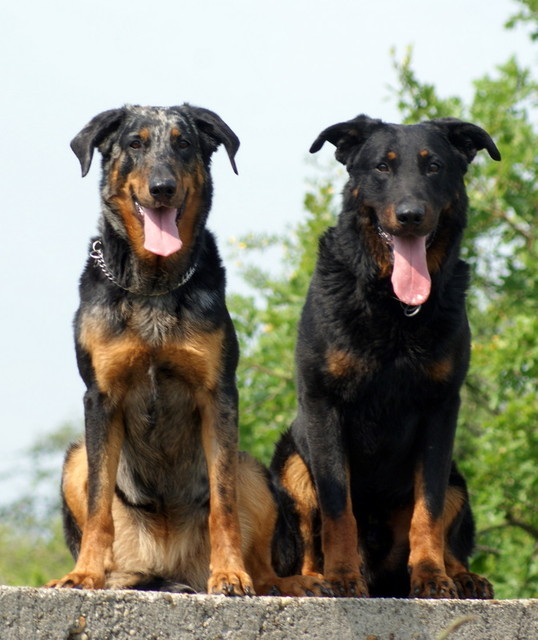
Beauceron

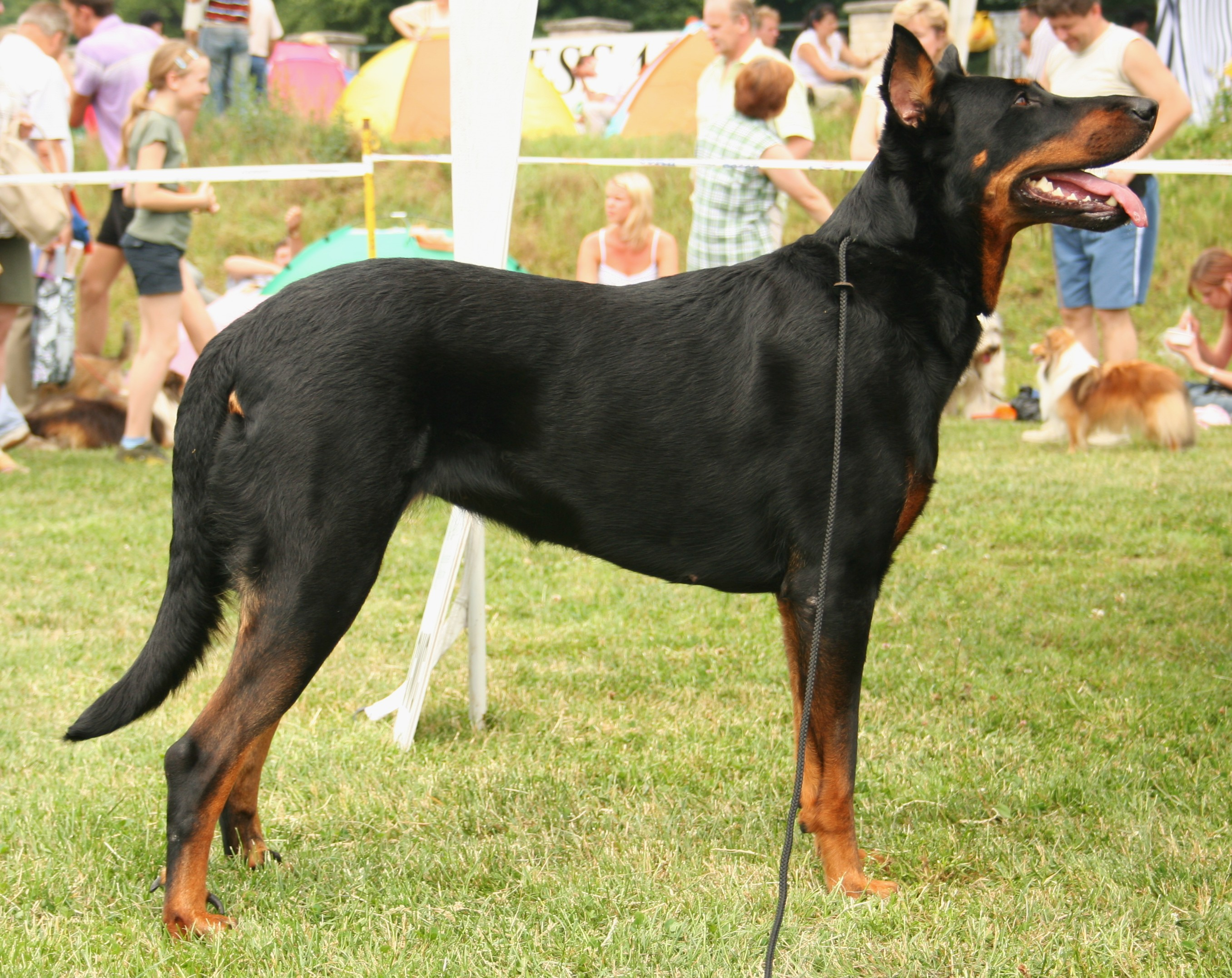
Beauceron

- Utilitat: Gos pastor de bestiar i gos guardià.
- Mida: Aproximadament 65-70 cm fins a la creu per als mascles i 61-68 cm per a les femelles.
- Classificació: Grup I: Gossos pastors i bovers. Secció I: Gossos pastors amb prova de treball.

### Cap
Ha de tenir el crani pla, o molt lleugerament arrodonit, amb un stop molt poc marcat. La tòfona sempre ha de ser negra i els llavis ferms i molt ben pigmentats. La dentadura és forta, amb tancament en tisora. Els ulls ametllats i de color marró fosc, el color més clar admès és el color avellana. En aquest últim cas, la seva longitud no serà major que la meitat de la longitud del cap. Les orelles es presenten altes. Si han estat tallades, hauran d'estar alçades, ni divergents ni convergents, i amb les puntes inclinades lleugerament cap al front. L'orella amb port correcte és aquella el punt mitjà de la qual passa per una línia imaginària que perllonga els costats del coll. Les orelles que no han estat tallades són semierectes o penjants. No han de ser aixafades, sinó planes i més aviat curtes. La seva longitud ha de ser igual a la meitat de la longitud del cap.

### Coll
Musculós, de bona longitud.

### Cos
Esquena recta. Llom curt i amb bon múscul. La creu ben marcada. El pit descendeix fins a la meitat del colze, ample, llarg i alt.

### Cua
De port baix, llarga, en forma de "j".

### Extremitats anteriors
Ben aplomades, espatlles mitjanament llargues, avantbraços musculats, ungles negres, peus forts, rodons.

### Extremitats posteriors
Ben aplomades, cuixes amples i musculoses, sofrages fortes, descendides, peus forts i rodons. Aquests gossos tendeixen a conservar el doble esperó. Aquesta raça té tendència al panardisme.